# تافرینا (قارچ)
تافرینا (Taphrina) یک سرده قارچی در شاخه قارچ‌های کیسه‌ای (Ascomycota) است که باعث بیماری‌های پیچ‌خوردگی برگ و گل‌آذین، و بیماری جاروئَک در برخی از گیاهان گلدار می‌شود. نوعی که بیشتر دیده‌می‌شود باعث پیچ خوردن برگ هلو می‌شود. تافرینا معمولاً در طول یک مرحله از چرخه زندگی خود به صورت مخمر رشد می‌کند، سپس به بافت گیاه حمله کرده در آن تولید نَخینه (ریسه) میکند. این قارچ‌ در نهایت یک لایه هاگ‌کیسه‌ای (Asci) روی سطح گیاه میزبان که تغییر شکل و تغییر رنگ داده، تشکیل می‌دهد. آسک‌ها لایه‌ای بدون پارافیز تشکیل می‌دهند و فاقد کروزیر هستند. آسکوسپورها اغلب به روش جوانه‌زنی، سلول‌های مخمری متعدد در آسک تولید می‌کنند.
از نظر فیلوژنتیکی، تافرینا عضوی از یک گروه پایه در Ascomycota است و جنس نمادین زیر‌شاخه Taphrinomycotina، کلاس Taphrinomycetes و راسته Taphrinales است.